# As 12 Princesas Bailarinas
As 12 Princesas Bailarinas, As 12 Princesas ou As 12 Princesas Dançarinas é um conto de fadas alemão criado pelo Greg Richardson e pelos Irmãos Grimm em 1812.

## História
Era uma vez um rei que tinha doze filhas muito lindas, que dormiam em doze camas, todas no mesmo quarto. Quando iam para a cama, as portas do quarto eram trancadas com a chave por fora. Pela manhã, porém, os seus sapatos apresentavam as solas gastas, como se tivessem dançado com eles toda a noite; ninguém conseguia descobrir como acontecia isso. Então, o rei anunciou por todo o país que se alguém pudesse descobrir o segredo, e saber onde as princesas dançavam de noite, casaria com aquela de quem mais gostasse e seria o seu herdeiro do trono. Mas quem tentasse descobrir isso, e ao fim de três dias e três noites, e se não o conseguisse, seria morto. Apresentou-se logo o filho de um rei. Foi muito bem recebido e à noite levaram-no para o quarto ao lado daquele onde as princesas dormiam nas suas doze camas. Ele tinha que ficar sentado para ver onde elas iam dançar, e para que nada se passasse sem ele ouvir, deixaram-lhe aberta a porta do quarto. Mas o rapaz daí a pouco adormeceu, e quando acordou de manhã, viu que as princesas tinham dançado de noite, porque as solas dos seus sapatos estavam cheias de buracos. O mesmo aconteceu nas duas noites seguintes e por isso o rei ordenou que lhe cortassem a cabeça. Depois dele vieram vários outros, mas nenhum teve melhor sorte, e todos perderam a vida da mesma maneira. Ora, um ex-soldado, que tinha sido ferido em combate e já não mais podia guerrear, chegou ao país.
Um dia, ao atravessar uma floresta, encontrou uma velha, que lhe perguntou aonde ia. E ele responde "Quero descobrir onde é que as princesas dançam, e assim, mais tarde, vir a ser rei." E a velha disse: "Bem, isso não custa muito. Basta que tenhas cuidado e não bebas do vinho que uma das princesas te trouxer à noite. Logo que ela se afastar, deves fingir estar dormindo profundamente. Dando-lhe uma capa, acrescentou: "Logo que puseres esta capa, vai se tornar invisível e poderás seguir as princesas para onde quer que elas forem." Quando o soldado ouviu estes conselhos, foi ter com o rei, que ordenou lhe fossem dados ricos trajes. Quando veio a noite, conduziram-no até o quarto de fora. Quando ia deitar-se, a mais velha das princesas trouxe-lhe uma taça de vinho, mas o soldado entornou-a toda sem ela o perceber. Depois estendeu-se na cama, e daí a pouco pôs-se a ressonar como se estivesse dormindo. As doze princesas puseram-se a rir, levantaram-se, abriram as malas, e vestindo-se esplendidamente, começaram a saltitar de contentes, como se já se preparassem para dançar. A mais nova de todas, porém, subitamente preocupada, disse: "Não me sinto bem. Tenho certeza de que nos vai suceder alguma desgraça." A mais velha replicou: "Tola! Já não te lembras de quantos filhos de rei nos têm vindo espiar sem resultado? E quanto ao soldado, tive o cuidado de lhe dar a bebida que o fará dormir. Quando todas estavam prontas, foram espiar o soldado, que continuava a ressonar e estava imóvel. Então julgaram-se seguras, enquanto a mais velha foi até a sua cama e bateu palmas. A cama enfiou-se logo pelo chão abaixo, abrindo-se ali um alçapão. O soldado viu-as descer pelo alçapão, uma atrás das outra. Levantou-se, pôs a capa que a velha lhe tinha dado, e seguiu-as. No meio da escada, inadvertidamente, pisou a cauda do vestido da princesa mais nova, que gritou às irmãs "Alguém me puxou pelo vestido!". "Que tola!", disse a mais velha. "Foi um prego da parede."
Lá foram todas descendo e, quando chegaram ao fim, encontraram-se num bosque de lindas árvores. As folhas eram todas de prata e tinham um brilho maravilhoso. O soldado quis levar uma lembrança dali, e partiu um raminho de uma das árvores. Foram ter depois a outro bosque, onde as folhas das árvores eram de ouro; e depois a um terceiro, onde as folhas eram de diamantes. E o soldado partiu um raminho em cada um dos bosques. Chegaram finalmente a um grande lago; à margem estavam encostados doze barcos pequeninos, dentro dos quais doze príncipes muito belos pareciam à espera das princesas. Cada uma das princesas entrou em um barco, e o soldado saltou para onde ia a mais moça. Quando iam atravessando o lago, o príncipe que remava o barco da princesa mais nova disse: "Não sei por que é, mas apesar de estar remando com quanta força tenho, parece-me que vamos mais devagar do que de costume. O barco parece estar hoje muito pesado. "Deve ser do calor do tempo." disse a jovem princesa. Do outro lado do lago ficava um grande castelo, de onde vinha um som de clarins e trompas. Desembarcaram todos e entraram no castelo, e cada príncipe dançou com a sua princesa; o soldado invisível dançou entre eles também, e quando punham uma taça de vinho junto a qualquer das princesas, o soldado bebia-a toda, de
modo que a princesa, quando a levava à boca, achava-a vazia. A mais moça assustava-se muito, porém a mais velha fazia-a calar. Dançaram até as três horas da madrugada, e então já os seus sapatos estavam gastos e tiveram que parar. Os príncipes levaram-nas outra vez para o outro lado do lago, mas desta vez o soldado veio no barco da princesa mais velha - e na margem oposta despediram-se, prometendo voltar na noite seguinte. Quando chegaram ao pé da escada, o soldado adiantou-se às princesas e subiu primeiro, indo logo deitar-se. As princesas, subindo devagar, porque estavam muito cansadas, ouviam-no sempre ressonando, e disseram: "Está tudo bem." Depois despiram-se, guardaram outra vez os seus ricos trajes, tiraram os sapatos e deitaram-se.
De manhã, o soldado não disse nada do que tinha visto, mas desejando tornar a ver a estranha aventura, foi ainda com as princesas nas duas noites seguintes. Na terceira noite, porém, o soldado levou consigo uma das taças de ouro como prova de onde tinha estado. Chegada a ocasião de revelar o segredo, foi levado à presença do rei com os três ramos e a taça de ouro. As doze princesas puseram-se a escutar atrás da porta para ouvir o que ele diria. Quando o rei lhe perguntou: "Onde é que as minhas doze filhas gastam seus sapatos de noite?" Ele respondeu: "Dançando com doze príncipes num castelo debaixo da terra." Depois contou ao rei tudo o que tinha sucedido, e mostrou-lhe os três ramos e a taça de ouro que trouxera consigo. O rei chamou as princesas e perguntou-lhes se era verdade o que o soldado tinha dito. Vendo que seu segredo havia sido descoberto, elas confessaram tudo. O rei perguntou ao soldado com qual delas ele gostaria de casar. "Já não sou muito novo" respondeu o soldado - "por isso quero a mais velha." Casaram-se nesse mesmo dia e o soldado tornou-se herdeiro do trono. Quanto às outras princesas e seus bailes no castelo encantado, elas continuam dançando até hoje.

## Outras mídias
- Esse conto faz uma referência ao filme Barbie in the 12 Dancing Princesses.
- Na série animada de 2009 Sandra, detective de cuentos, esse conto faz uma referência ao episódio A Harpa Mágica, em que Sandra descobre que uma harpa mágica desapareceu, e terá que encontrá-la para que as bailarinas voltassem para casa.
- Em Ever After High, uma personagem chamada Justine Dancer é a filha da 12ª Princesa Bailarina.[1]